# غيتا بالي
غيتا بالي (بالهندية: गीता बाली؛ بالإنجليزية: Geeta Bali) هي ممثلة هندية (وحملت سابقاً جنسية الراج البريطاني)، ولدت في 1930 في أمريتسار في الهند، وتوفيت في 21 يناير 1965 في مومباي في الهند بسبب جدري.

## وصلات خارجية
- غيتا بالي على موقع IMDb (الإنجليزية)
- غيتا بالي على موقع ألو سيني (الفرنسية)
- غيتا بالي على موقع أول موفي (الإنجليزية)
- غيتا بالي على موقع قاعدة بيانات الفيلم (الإنجليزية)
- غيتا بالي على موقع كينوبويسك (الروسية)